# 維蘇威火山
维苏威火山（義大利語：Vesuvio），是欧洲的一座活火山，位于意大利坎帕尼亞大區拿坡里、那不勒斯湾的东海岸，距世界名城那不勒斯不到20公里，海拔1,281米（4,203英尺）。
维苏威在公元79年8月24日的一次大喷发，摧毁了当时拥有2万多人的庞贝城，其他几个有名的海滨城市如赫库兰尼姆、斯塔比亚等也遭到严重破坏。直到18世纪中期，考古学家才将庞贝古城从数米厚的火山灰中发掘出来，古老建筑和姿态各异的遺體都保存完好，这一史实已为世人熟知，讓今人明白其滅亡的根本原因，庞贝古城也成为意大利著名旅遊勝地。
國際火山學與地球內部化學協會（IAVCEI）將這座火山列為十年火山。

## 地理成因
维苏威火山的形成是非洲板块和欧亚板块相互碰撞的结果。非洲板块含有豐富水分的洋底地壳俯冲到亚欧板块之下，其中的水分挥发，使得俯冲带后部（即北部）的上地幔融化，较轻的物质上升在地壳的薄弱处形成了弧后火山。根据在火山四周的钻探取样，该火山大约25,000年前开始喷发形成。维苏威火山在历史上喷发过一百多次。最近的一次喷发发生在1944年，是欧洲大陆在近一百年内喷发过的火山之一。即使到现在，游客们經常能在游览这座火山时看到火山口冒出白烟。

## 西元79年喷发事件
西元62年5月，那不勒斯湾发生一次大地震，这是火山大喷发的前奏。公元79年8月20日开始一系列持续了四天的小规模地震，但古罗马人对这一地区的地震早习以为常。
西元79年，維蘇威火山爆發，這是歷史上最致命的火山爆發之一。 維蘇威猛烈噴發出超高溫的火山碎屑雲與火山氣體，雲柱高達33公里，並以每秒150萬噸的速率噴出熔岩、破碎的浮石與火山灰。 這場事件成為普林尼式火山噴發的命名來源，其特徵為熱氣體與火山灰形成的高空柱狀雲直達平流層；但此次爆發同時也包含與佩雷式火山噴發相關的火山碎屑流。
這次爆發摧毀了多座區域內的古羅馬城鎮與聚落。最著名的城市包含龐貝與赫庫蘭尼姆，兩地均被強烈的火山碎屑雲與凝灰岩覆蓋並埋沒。事發期間，這兩座城市的總人口超過20,000人。龐貝與赫庫蘭尼姆共發現超過1,500具遺骸，但此次爆發造成的總死亡人數至今仍不明。
小普林尼在那不勒斯湾西岸现今的巴科利目睹了35公里外火山喷发的全过程，并留下了书面报告。

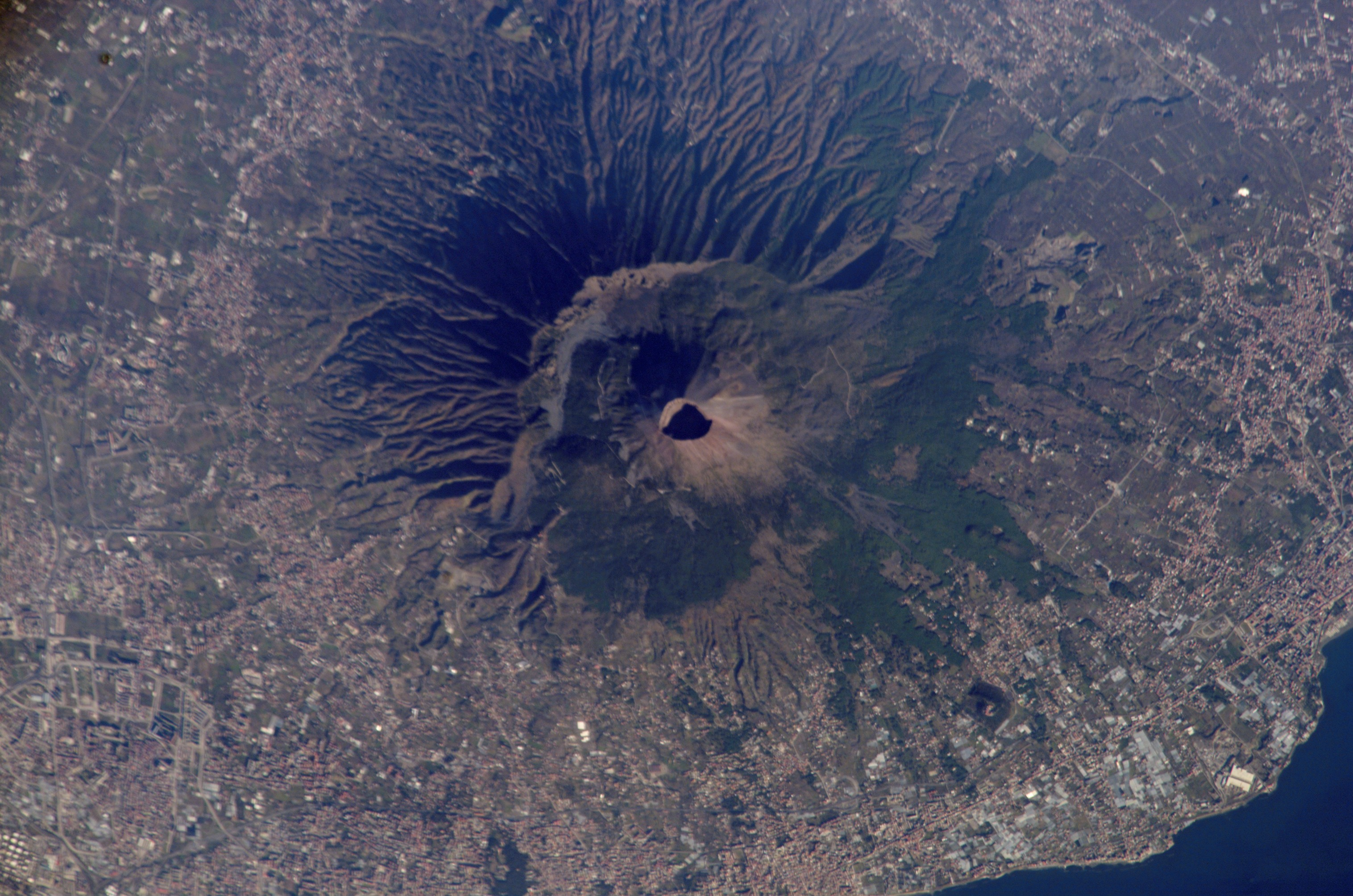
衛星照片
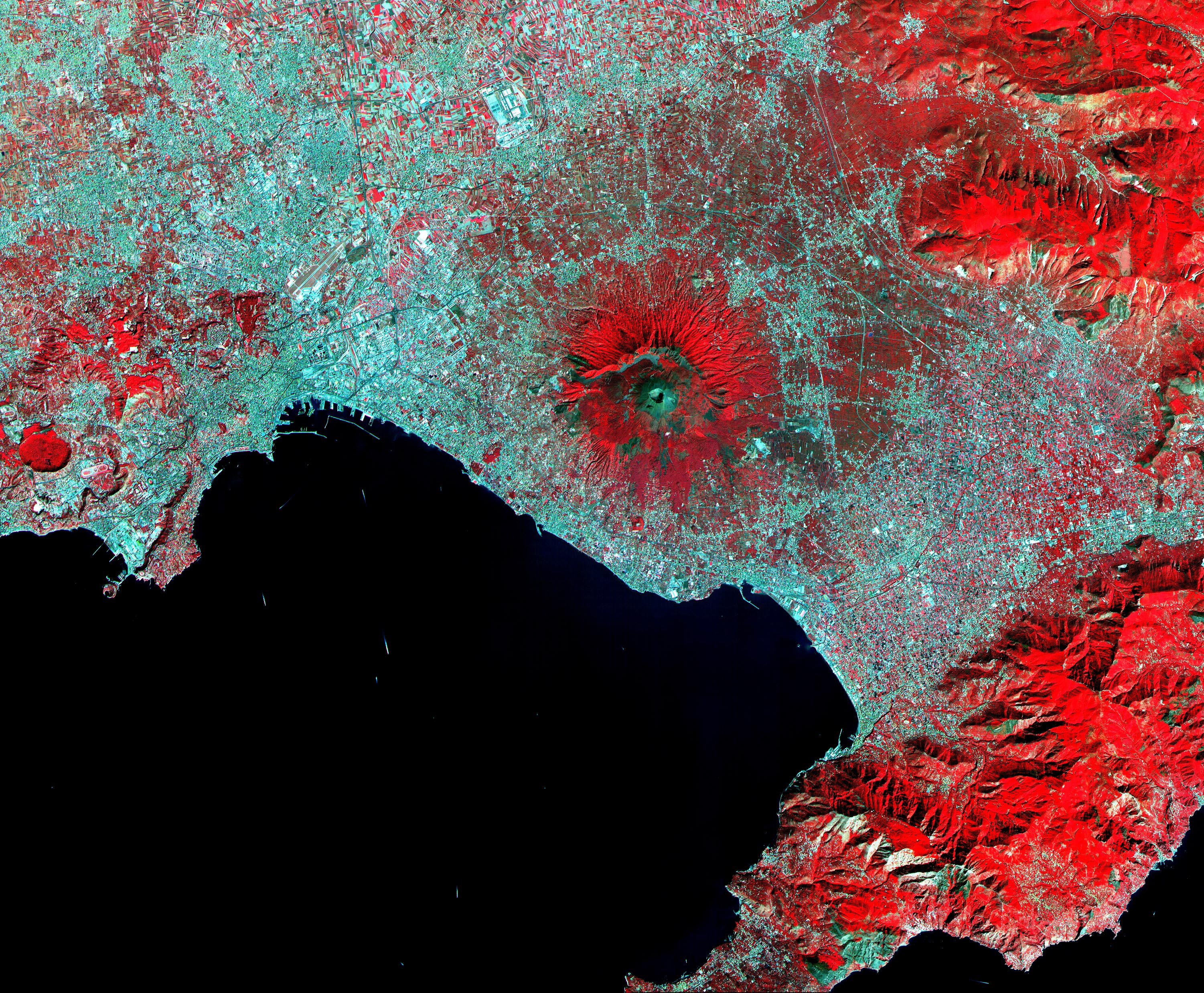
ASTER熱輻射反射衛星圖片，2000年
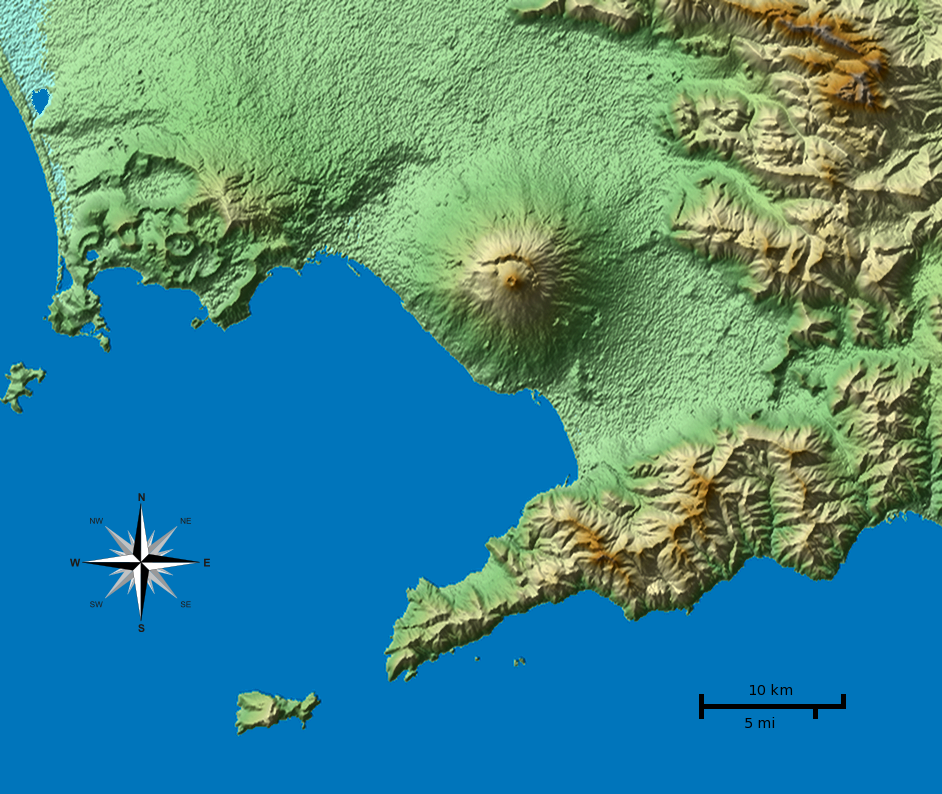
地形圖
79年噴發的火山灰分佈
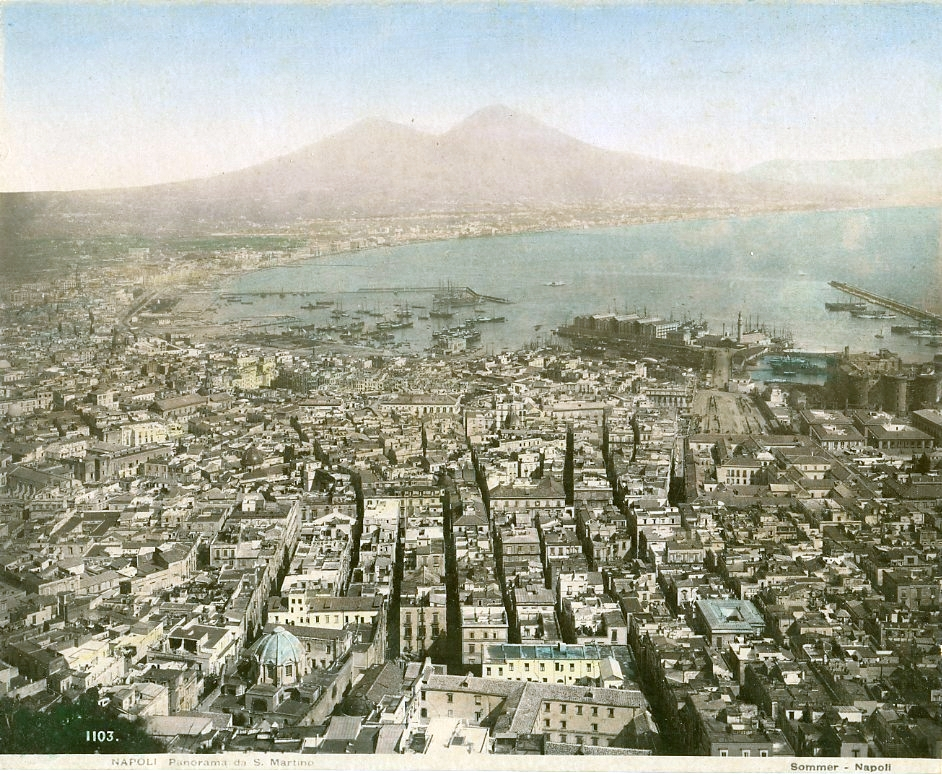
維蘇威火山與那不勒斯，1880年代
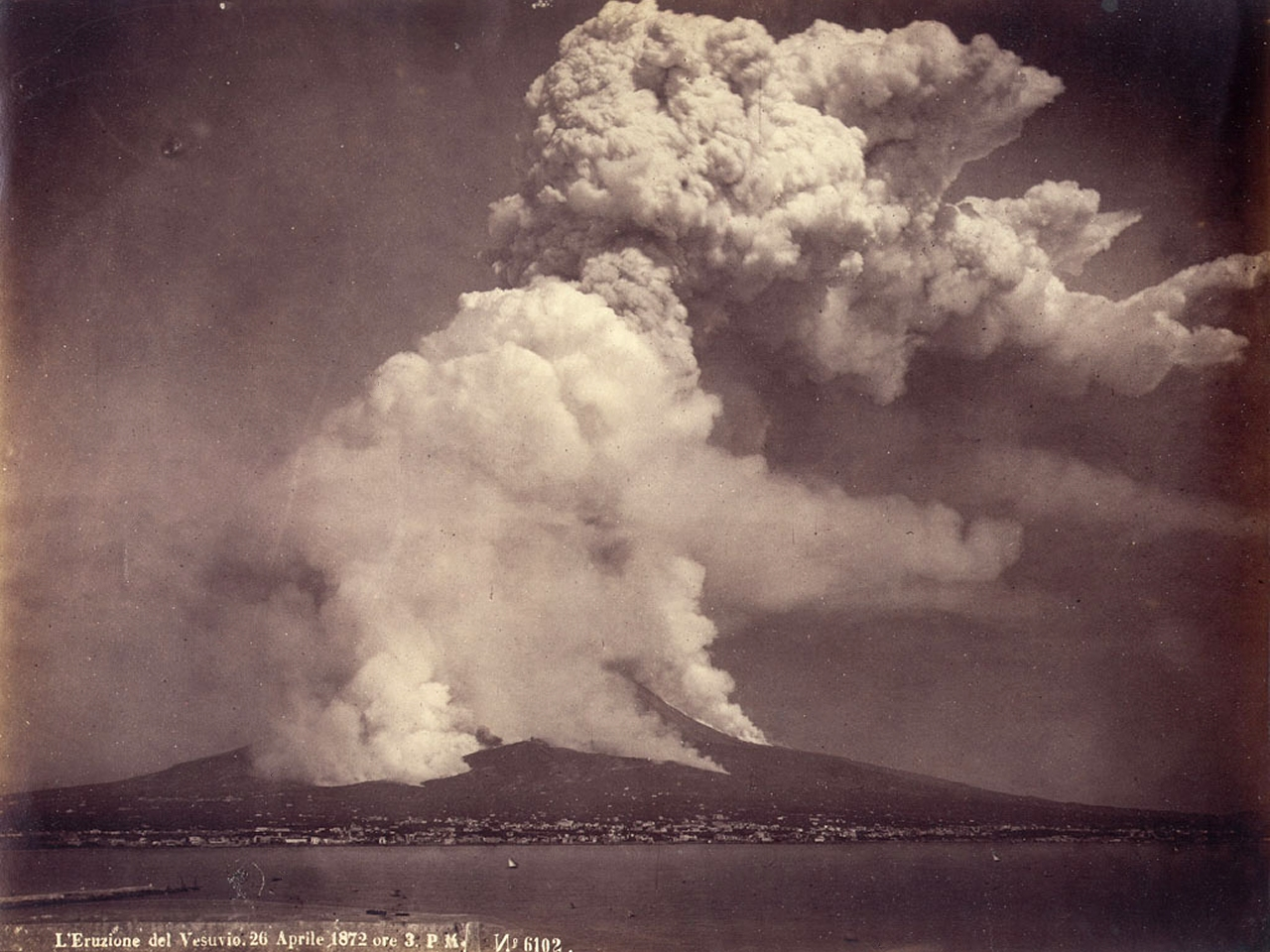
1872年噴發
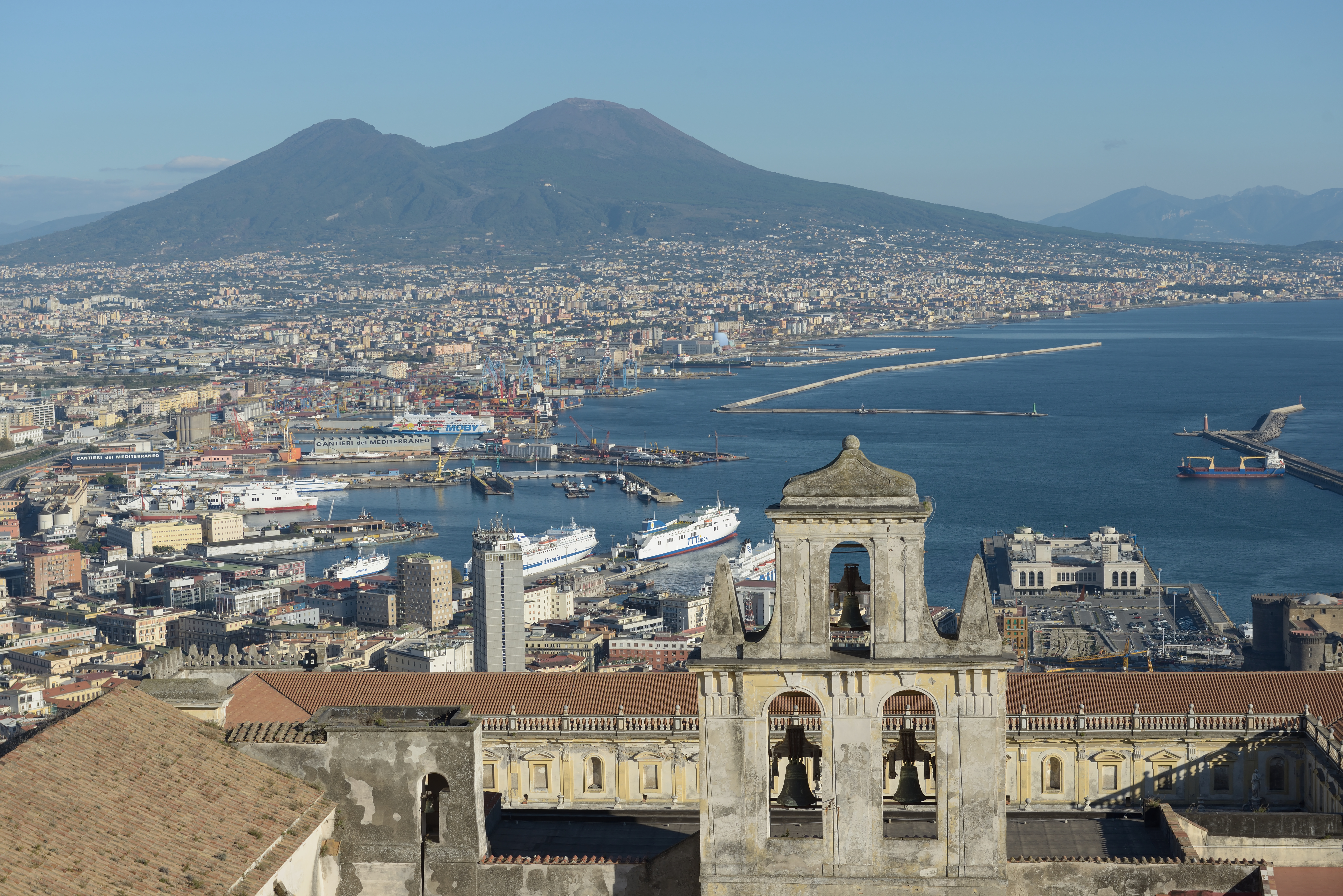
從拿坡里望向維蘇威火山，2006年

## 外部連結
- Purcell, N.; Talbert, R.; Gillies, S.; Elliott, T.; Becker, J. . Pleiades. 20 March 2015  [8 March 2012]. （原始内容存档于2022-10-01）.
- Fraser, Christian. . Naples: BBC News. 10 January 2007  [11 May 2010]. （原始内容存档于2010-08-24）.
- Garrett, Roger A.; Klenk, Hans-Peter. . Geotimes. April 2005  [8 December 2006]. （原始内容存档于12 May 2007）.
- . Global Volcanic and Environmental Systems Simulation (GVES). 1996–2003  [2023-04-28]. （原始内容存档于2023-08-12）.